# (4774) Hobetsu
(4774) Hobetsu (1991 CV1) – planetoida z pasa głównego asteroid okrążająca Słońce w ciągu 3,35 lat w średniej odległości 2,24 j.a. Odkryta 14 lutego 1991 roku.